# Lost Coaster of Superstition Mountain
Lost Coaster of Superstition Mountain in Indiana Beach (Monticello, Indiana, USA) ist eine hybride Holzachterbahn die vom Park selbst hergestellt wurde und die am 8. Juni 2002 eröffnet wurde.
Bereits 1978 wurde Superstition Mountain als Dark Ride eröffnet und wurde elektrisch angetrieben. Sie wurde dann zur 2002er Saison von Custom Coasters International umgebaut und mit einem vertikalen Lift in Form eines Aufzugs versehen, wodurch es möglich wurde, dass die Züge den restlichen Streckenverlauf aus eigener Energie überwinden. Jeder Zug besitzt zwei Wagen. Als Rückhaltesystem kommen Sicherheitsgurte zum Einsatz.